# Igbo (taal)
Igbo wordt gesproken in Nigeria door ongeveer 18 miljoen mensen (de Igbo's), vooral in het zuidoosten, vroeger Biafra. Het is een toontaal: de toonhoogte waarop een lettergreep uitgesproken wordt is van belang voor de betekenis. Bijvoorbeeld: mma met een hoog-mid toonpatroon ([ḿmā]) betekent goed, maar met een hoog-laag toonpatroon ([ḿmà]) mes. Toon wordt niet altijd gemarkeerd in geschreven Igbo.
Igbo wordt in het Romaanse schrift geschreven met als extra diakritisch teken: een punt onder sommige klinkers om twee sets klinkers van elkaar te onderscheiden, ongedekt en gedekt: /i e o u/ versus /ị ạ ọ ụ/. Igbo kent klinkerharmonie: doorgaans komen in een woord alleen klinkers van een bepaalde set voor.